# Rue du Temple (Lyon)
Pour l’article homonyme, voir Rue du Temple.

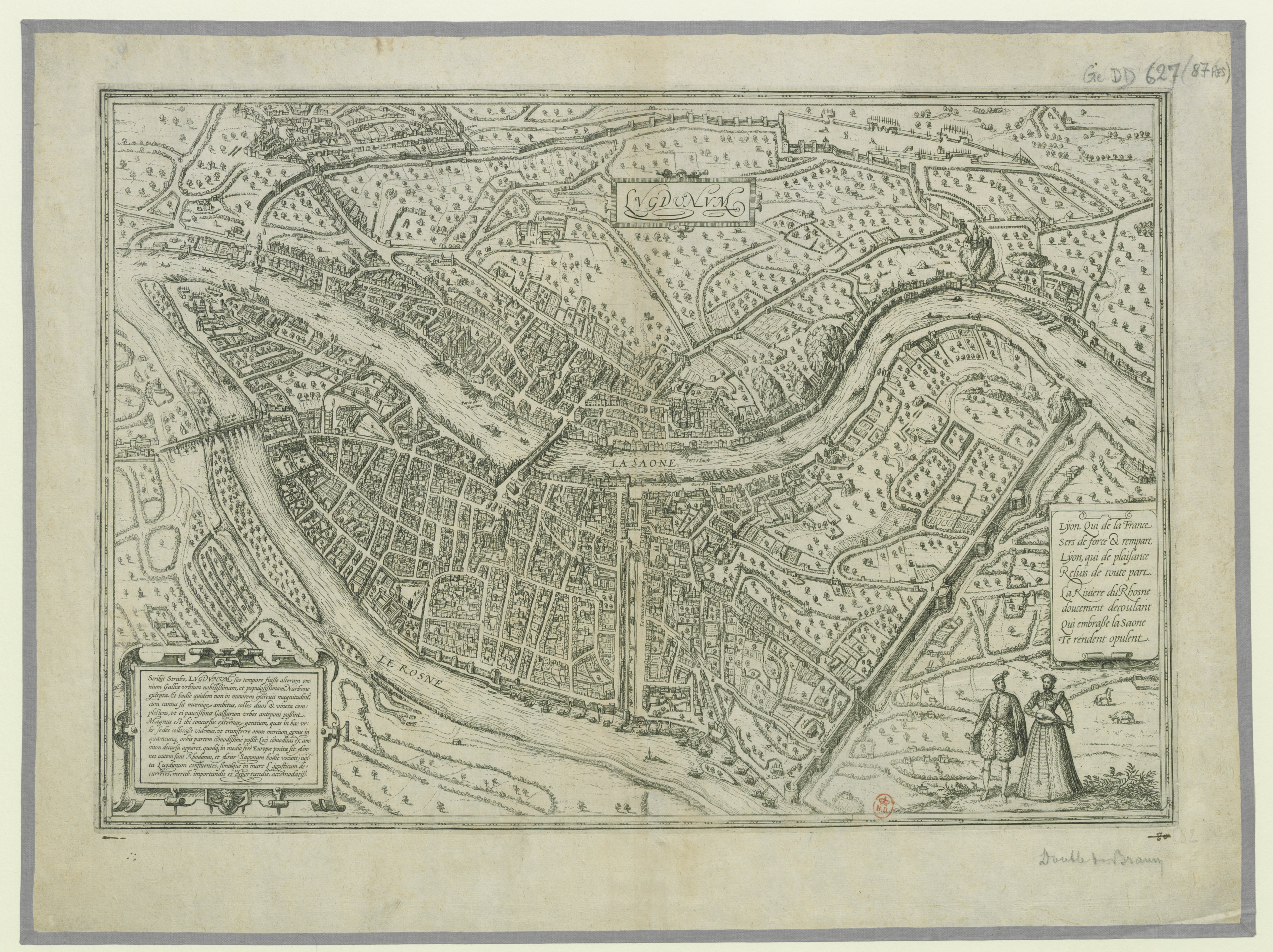
La rue du Temple est indiquée sur le plan de Lyon de Georg Braun de 1572, conservé à la BNF.

La rue du Temple est une ancienne rue située dans le 2e arrondissement de Lyon. Elle a été englobée à la place des Jacobins lors de la modification de la place Confort.

## Historique
À la Renaissance, le peintre du roi Corneille de Lyon possède deux maisons dans cette rue et son atelier est situé dans l'une des deux,.